# Lisianthius oreopolus
Lisianthius oreopolus är en gentianaväxtart som beskrevs av Robinson. Lisianthius oreopolus ingår i släktet Lisianthius och familjen gentianaväxter. Inga underarter finns listade i Catalogue of Life.